# 維揚区
維揚区（いよう-く）は中国江蘇省の揚州市に位置していた市轄区。2011年に合併して邗江区の一部となった。

## 行政区画
- 街道:双橋街道、梅嶺街道、甘泉街道
- 鎮:西湖鎮
- 郷:平山郷、双橋郷、城北郷